# Lyonetia castaneella
Lyonetia castaneella là một loài bướm đêm thuộc họ Lyonetiidae. Nó được tìm thấy ở Nga (phía nam của lãnh thổ Primorskii) và Nhật Bản.
Sải cánh dài 6.5–7 mm. 
Ấu trùng ăn Alnus japonica, Castanea cretata và Quercus acutissima. Chúng ăn lá nơi chúng làm tổ. 